# Maxime Chattam

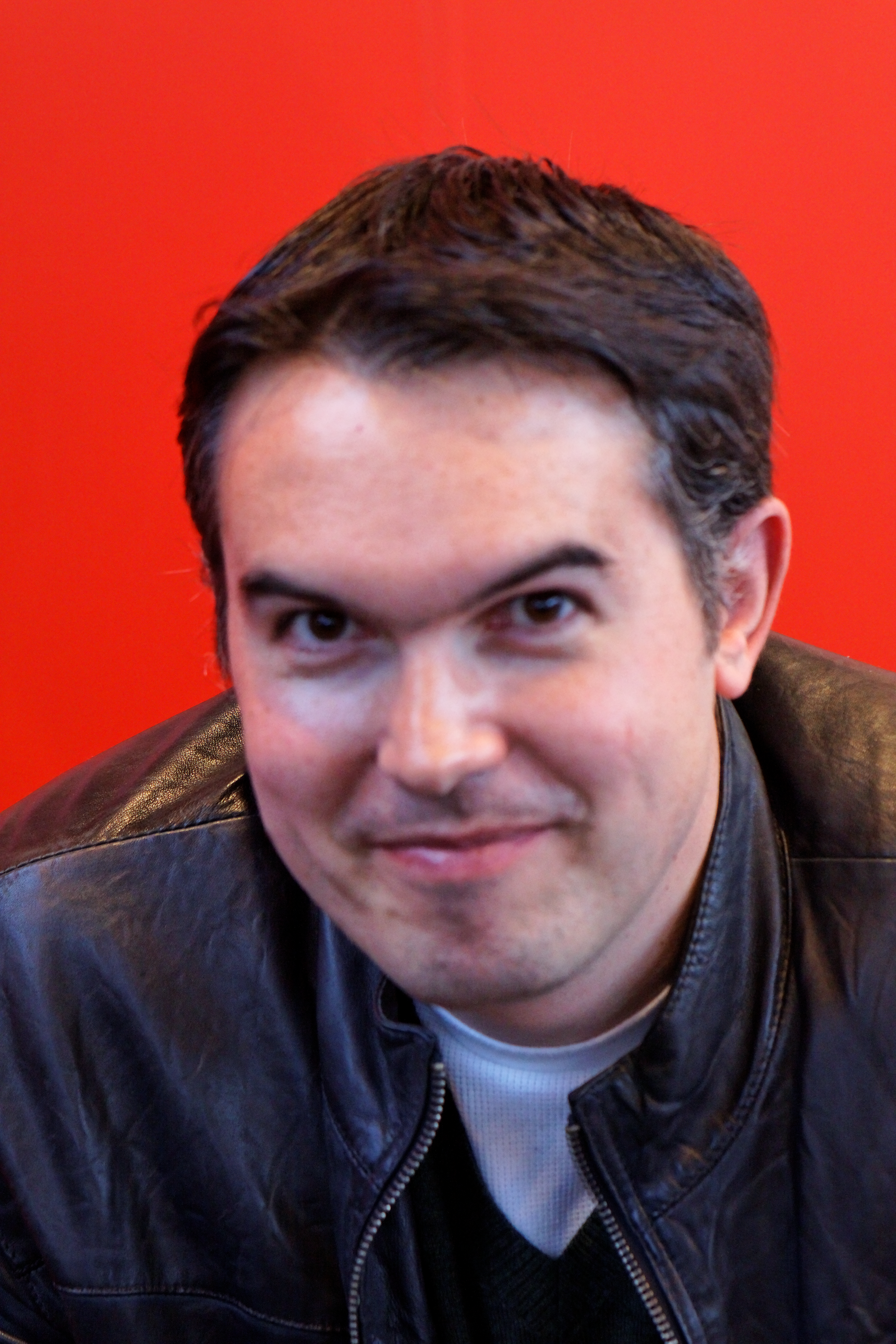
Maxime Chattam (2011)

Maxime Chattam und Maxime Williams sind Pseudonyme des französischen Schriftstellers Maxime Guy Sylvain Drouot (* 19. Februar 1976 in Herblay).
Er studierte Literaturwissenschaft in Paris, war anschließend als Buchhändler tätig und begann nebenher zu schreiben. Bereits sein erster veröffentlichter Roman L'Âme du mal (2001) war in Frankreich ein großer Erfolg. Seitdem war er mehrfach auf den französischen Bestsellerlisten.

## Werke (Auswahl)
1. Le 5e règne, 2003, (als Maxime Williams)
2. Das Kairo-Labyrinth (Goldmann 2007, ISBN 978-3-442-46385-5, Übers. Eliane Hagedorn & Bettina Runge, OT: Les sang du temps, 2005)
3. Masken des Teufels (Goldmann 2010, ISBN 978-3-442-47337-3, Übers. Eliane Hagedorn, Bettina Runge, OT: Promesse des ténèbres, 2009)

### Le Cycle de l’homme
1. Die Teufelsformel (Goldmann 2008, ISBN 978-3-442-46559-0, Übers. Eliane Hagedorn, Bettina Runge, OT: Arcanes du Chaos)
2. Bestie (Goldmann 2008, ISBN 978-3-442-46714-3, Übers. Eliane Hagedorn, Barbara Reitz, OT: Prédateurs)
3. Die Gaia Hypothese (Goldmann 2010, ISBN 978-3-442-47154-6, Übers. Eliane Hagedorn, Barbara Reitz, OT: Théorie Gaïa, 2008)

### Die Trilogie über das Böse – La Trilogie du mal
1. Pentagramm (Goldmann 2006, ISBN 978-3-442-46105-9, Übers. Eliane Hagedorn, Bettina Runge, OT: L'âme du mal, 2002)
2. In Blut geschrieben (Goldmann 2006, ISBN 978-3-442-46055-7, Übers. Eliane Hagedorn, Bettina Runge, OT: In tenebris, 2003)
3. Kuss der Schwarzen Witwe (Goldmann 2007, ISBN 978-3-442-46048-9, Übers. Eliane Hagedorn, Bettina Runge, OT: Maléfices, 2004)

### Alterra (OT:Autre-Monde)
1. Die Gemeinschaft der Drei (2009, ISBN 3-426-28300-X, PAN Verlag, L'Alliance des Trois, 2008)
2. Im Reich der Königin (2010, ISBN 3-426-28306-9, PAN Malronce, 2009)
3. Der Krieg der Kinder (2011, ISBN 3-426-28307-7, PAN Le cœur de la terre, 2010)

### Alterra 2 (OT:Autre-Monde Cycle 2)
1. Der Herr des Nebels. Übers. Sonja Finck, Max Stadler. Knaur, 2012 ISBN 978-3-426-51272-2 (Entropia, 2011)

### Sonstige
- Le Signal. Roman. Albin Michel, Paris 2018. ISBN 978-2226319487